# Задомброве (Мазовецьке воєводство)
Задомброве (пол. Zadąbrowie) — село в Польщі, у гміні Ґловачув Козеницького повіту Мазовецького воєводства.
У 1975-1998 роках село належало до Радомського воєводства.